# Obruk-Talsperre
Die Obruk-Talsperre (türkisch Obruk Barajı) befindet sich in Zentralanatolien 50 km nordwestlich der Provinzhauptstadt Çorum am Fluss Kızılırmak.
Die in der türkischen Provinz Çorum gelegene Talsperre wurde zwischen 1996 und 2009 im Auftrag der staatlichen Wasserbehörde DSİ zum Zwecke der Energieerzeugung und Bewässerung errichtet.
Sie wird vom staatlichen Energiekonzern Elektrik Üretim A.Ş. (EÜAŞ) betrieben.
Der Erddamm mit Querschnittaufbau in Filterform und Lehmkern hat eine Höhe von 67 m und besitzt ein Volumen von 1,283 Mio. m³.
Der zugehörige ca. 40 km lange Stausee besitzt eine Wasserfläche von 50,2 km² und ein Speichervolumen von 661,11 Mio. m³. 
Die Talsperre dient der Bewässerung einer Fläche von 5538 ha.
Das Wasserkraftwerk der Obruk-Talsperre verfügt über 4 Francis-Turbinen zu 50,5 Megawatt. Das Regelarbeitsvermögen liegt bei jährlich 473 GWh (nach anderen Angaben 515 GWh).  
5 km westlich des Staudamms liegt die Kreisstadt Oğuzlar, knapp 10 km nördlich die Kreisstadt Dodurga.
Im Mai 2014 kam es am Stausee zu einem massenhaften Fischsterben. Die Aufsichtsbehörde machte Regen und Schlamm dafür verantwortlich. Die Fische seien nach der Normalisierung des Wasserspiegels in Tümpeln verblieben. Zudem habe Schlamm die Kiemen der Tiere verstopft.